# Celorico da Beira
Celorico da Beira é uma vila portuguesa do Distrito da Guarda, englobada na sub-região das Beiras e Serra da Estrela da Região do Centro, com cerca de 4 600 habitantes (2011), tendo pertencido à província histórica da Beira Alta.
O seu perímetro urbano é formado por 3 freguesias (São Pedro, Santa Maria e Casas do Soeiro).
É sede do Município de Celorico da Beira que tem 247,22 km² de área e 7 693 habitantes (2011), subdividido em 16 freguesias. O município é limitado a norte pelo município de Trancoso, a nordeste por Pinhel, a sueste pela Guarda, a sudoeste por Gouveia e a oeste por Fornos de Algodres.
A vila está localizada a 23 km da Guarda, 48 km de Viseu e 334 km de Lisboa. É também o município mais a norte da Serra da Estrela e, pela quantidade e qualidade de Queijo Serra da Estrela, é autodenominada a capital do queijo Serra da Estrela.
É seguido da Guarda e Seia, o 3.º núcleo urbano mais populoso do distrito, e a maior vila. No centro, com cerca de 2 700 habitantes, há uma densidade populacional de 1 015 hab/km². A população no município encontra-se distribuída da seguinte forma:
- 59% em Celorico da Beira (destes, 31% encontram-se no centro)
- 41% nas restantes 15 pequenas freguesias e respectivas anexas, perfazendo mais de 40 localidades

## História

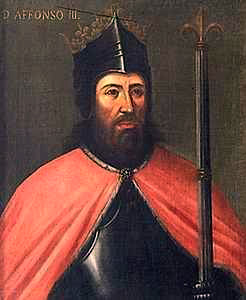
D. Afonso III

### Breve História
Foi o rio Mondego que marcou, desde sempre, a história do município. Localizada num local estratégico, Celorico da Beira cedo fez despontar o seu carácter defensivo. Do ponto de vista do povoamento histórico, terão sido os Túrdulos os primeiros povos a ocuparem a zona, 500 A.C. Existem historiadores que acreditam na fundação de Celorico da Beira 2000 anos A.C. por Brigo. Também os Romanos, Godos e Árabes terão passado pelas terras do município. A presença romana é atestada pela existência de troços de calçada romana. O recinto do Castelo mostra evidências da importância estratégica da localidade na defesa contra os ataques de Castela. De resto, os castelos de Linhares da Beira e de Celorico assumiram um relevo particular em toda a estratégia defensiva do território da beira. Foi D. Afonso I que atribuiu o primeiro foral tendo sido confirmado por D. Afonso II em 1217. A categoria de vila e o foral novo foram assinados por D. Manuel I em 1512.
Celorico da Beira teve uma comunidade judaica, cujo crescimento significativo se deu no século XV. De facto, no final do século XV chegou a ter uma população de 150 a 200 famílias, essencialmente dedicados aos mesteres artesanais (sapateiros, alfaiates e tecelões).

## Património
- Castelo de Celorico da Beira
- Igreja Matriz de Santa Maria
- Casa do Mundo Rural de Prados
- O município, relativamente ao património natural, é também bastante representativo, já que é abrangido pela mancha verde do Parque Natural da Serra da Estrela, nomeadamente na freguesia de Linhares da Beira, exemplo vivo da simbiose entre os patrimónios histórico, cultural e, evidentemente, paisagístico.Igreja Matriz de Santa Maria

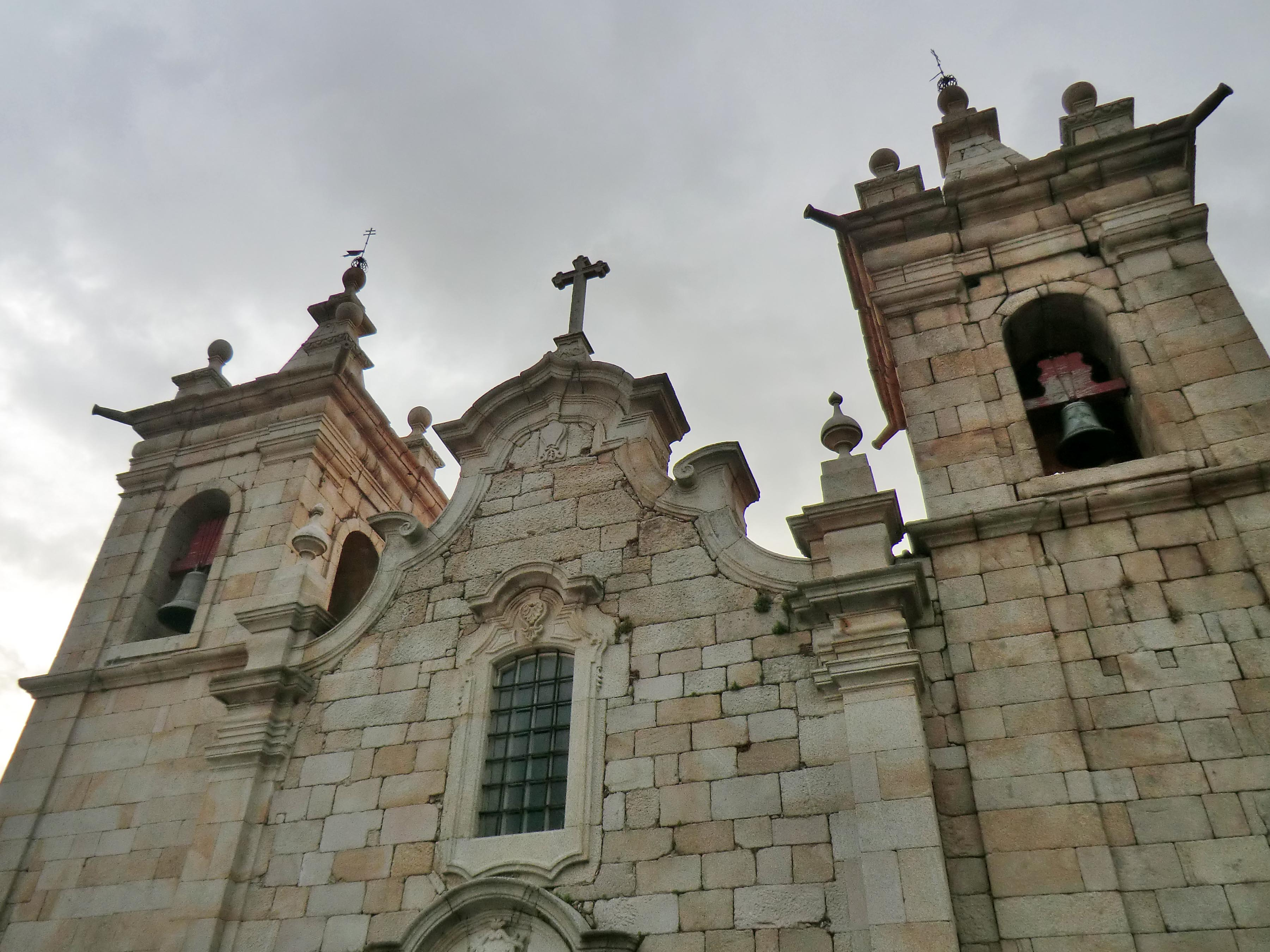
Igreja Matriz de Santa Maria

### Lenda da Truta
A história de Celorico da Beira está vincada nos diversos cercos de que foi alvo. O mais famoso dos quais ocorreu em 1245 por D. Afonso III atribuindo-se ao alcaide-mor de então, Fernão Rodrigues Pacheco, a célebre Lenda da Truta. Durante o cerco, quando tudo parecia perdido, eis que surgiu nos céus, sobre o castelo, uma águia com uma truta nas garras. A ave deixou cair o peixe dentro das muralhas facto esse aproveitado por Fernão Pacheco. Em vez da truta ter sido cozinhada e distribuída pelos habitantes cercados, este mandou confeccioná-la para ser oferecida ao Bolonhês… Com este sinal de “abundância”, Afonso III resignou ao cerco libertando Celorico… Na história mais recente, durante as Invasões Francesas, Celorico serviu de quartel-general dos aliados.

## Freguesias

Freguesias do município de Celorico da Beira.

O município de Celorico da Beira está dividido em 16 freguesias:
- Açores e Velosa
- Baraçal
- Carrapichana
- Casas do Soeiro
- Celorico (São Pedro e Santa Maria) e Vila Boa do Mondego
- Cortiçô da Serra, Vide Entre Vinhas e Salgueirais
- Forno Telheiro
- Lajeosa do Mondego
- Linhares
- Maçal do Chão
- Mesquitela
- Minhocal
- Prados
- Rapa e Cadafaz
- Ratoeira
- Vale de Azares

## Política

### Eleições autárquicas[7]
| Data | %       | V       | %     | V     | %      | V      | %              | V       | %              | V   | %              | V       | %              | V   | %           | V           | Participação |                |
| Data | CDS–PP  | CDS–PP  | PS    | PS    | AD     | AD     | PPD/PSD        | PPD/PSD | MPT            | MPT | PSD–CDS        | PSD–CDS | GCE            | GCE | CDS–MPT–PPM | CDS–MPT–PPM | Participação |                |
| ---- | ------- | ------- | ----- | ----- | ------ | ------ | -------------- | ------- | -------------- | --- | -------------- | ------- | -------------- | --- | ----------- | ----------- | ------------ | -------------- |
| Data | 1976    | 52,52   | 3     | 34,45 | 2      |        |                |         |                |     |                |         |                |     |             |             |              | 56,52 / 100,00 |
| 1979 | AD      | AD      | 18,97 | 1     | 74,86  | 4      | AD             | AD      | 71,83 / 100,00 |     |                |         |                |     |             |             |              |                |
| 1982 | 31,69   | 2       | 21,17 | 1     |        |        | 39,19          | 2       | 72,33 / 100,00 |     |                |         |                |     |             |             |              |                |
| 1985 | 35,26   | 2       |       |       | 59,12  | 3      | 68,10 / 100,00 |         |                |     |                |         |                |     |             |             |              |                |
| 1989 | 11,60   | –       | 20,31 | 1     | 60,67  | 4      | 62,25 / 100,00 |         |                |     |                |         |                |     |             |             |              |                |
| 1993 | 6,51    | –       | 49,09 | 3     | 39,29  | 2      | 67,26 / 100,00 |         |                |     |                |         |                |     |             |             |              |                |
| 1997 | 3,68    | –       | 49,43 | 3     | 43,20  | 2      | 70,70 / 100,00 |         |                |     |                |         |                |     |             |             |              |                |
| 2001 | PPD/PSD | PPD/PSD | 16,21 | 1     | CDS–PP | CDS–PP | 45,76          | 2       | 34,23          | 2   | 75,25 / 100,00 |         |                |     |             |             |              |                |
| 2005 | 1,82    | –       | 49,65 | 3     | 45,14  | 2      |                |         |                |     | 75,34 / 100,00 |         |                |     |             |             |              |                |
| 2009 | PPD/PSD | PPD/PSD | 53,20 | 3     | CDS–PP | CDS–PP | 21,27          | 1       | 22,12          | 1   | 69,51 / 100,00 |         |                |     |             |             |              |                |
| 2013 | PPD/PSD | PPD/PSD | 52,50 | 3     | CDS–PP | CDS–PP | 41,22          | 2       |                |     | 64,94 / 100,00 |         |                |     |             |             |              |                |
| 2017 |         |         | 36,31 | 2     | 40,70  | 2      |                |         | 16,11          | 1   | 1,65           | –       | 65,23 / 100,00 |     |             |             |              |                |
| 2021 | 37,37   | 2       | 56,16 | 3     |        |        |                |         | 68,22 / 100,00 |     |                |         |                |     |             |             |              |                |

### Eleições legislativas
| Data | %     | %     | %     | %     | %     | %     | %       | %     | %    | %     | %    | %   | %       | % | %  | %  |  |
| Data | CDS   | PS    | PSD   | PCP   | UDP   | AD    | APU/CDU | FRS   | PRD  | PSN   | B.E. | PAN | PSD CDS | L | CH | IL |  |
| ---- | ----- | ----- | ----- | ----- | ----- | ----- | ------- | ----- | ---- | ----- | ---- | --- | ------- | - | -- | -- |  |
| Data | 1976  | 40,04 | 20,78 | 19,78 | 2,06  | 0,96  |         |       |      |       |      |     |         |   |    |    |  |
| 1979 | AD    | 21,56 | AD    | APU   | 0,59  | 65,39 | 4,30    |       |      |       |      |     |         |   |    |    |  |
| 1980 | AD    | FRS   | AD    | APU   | 0,92  | 62,17 | 3,40    | 24,53 |      |       |      |     |         |   |    |    |  |
| 1983 | 25,72 | 30,25 | 33,96 | APU   | 0,34  |       | 2,83    |       |      |       |      |     |         |   |    |    |  |
| 1985 | 20,56 | 20,38 | 39,63 | APU   | 0,78  | 4,65  | 6,82    |       |      |       |      |     |         |   |    |    |  |
| 1987 | 6,56  | 17,40 | 65,53 | CDU   | 0,31  | 2,21  | 1,25    |       |      |       |      |     |         |   |    |    |  |
| 1991 | 7,08  | 22,78 | 62,05 | CDU   |       | 1,42  | 0,82    | 1,23  |      |       |      |     |         |   |    |    |  |
| 1995 | 9,95  | 40,12 | 43,62 | CDU   | 0,78  | 1,68  |         | 0,59  |      |       |      |     |         |   |    |    |  |
| 1999 | 9,04  | 45,04 | 40,19 | CDU   |       | 2,19  |         | 0,75  |      |       |      |     |         |   |    |    |  |
| 2002 | 11,57 | 27,99 | 50,75 | CDU   | 1,42  | 1,11  |         |       |      |       |      |     |         |   |    |    |  |
| 2005 | 5,90  | 46,91 | 37,19 | CDU   | 1,84  | 3,56  |         |       |      |       |      |     |         |   |    |    |  |
| 2009 | 10,78 | 38,35 | 33,91 | CDU   | 2,29  | 8,56  |         |       |      |       |      |     |         |   |    |    |  |
| 2011 | 10,45 | 27,15 | 49,48 | CDU   | 2,58  | 4,18  | 0,40    |       |      |       |      |     |         |   |    |    |  |
| 2015 | PSD   | 33,16 | CDS   | CDU   | 3,13  | 7,82  | 0,70    | 48,34 | 0,14 |       |      |     |         |   |    |    |  |
| 2019 | 4,92  | 37,25 | 38,14 | CDU   | 2,17  | 6,43  | 1,17    |       | 0,25 | 1,20  | 0,67 |     |         |   |    |    |  |
| 2022 | 2,19  | 41,67 | 38,63 | CDU   | 1,07  | 2,87  | 0,53    | 0,51  | 8,20 | 1,35  |      |     |         |   |    |    |  |
| 2024 | AD    | 29,71 | AD    | CDU   | 37,06 | 1,01  | 1,83    | 0,94  | 1,01 | 20,25 | 1,39 |     |         |   |    |    |  |

## População do município
| Número de habitantes | Número de habitantes | Número de habitantes | Número de habitantes | Número de habitantes | Número de habitantes | Número de habitantes | Número de habitantes | Número de habitantes | Número de habitantes | Número de habitantes | Número de habitantes | Número de habitantes | Número de habitantes | Número de habitantes | Número de habitantes | Número de habitantes |
| -------------------- | -------------------- | -------------------- | -------------------- | -------------------- | -------------------- | -------------------- | -------------------- | -------------------- | -------------------- | -------------------- | -------------------- | -------------------- | -------------------- | -------------------- | -------------------- | -------------------- |
|                      | 1864                 | 1878                 | 1890                 | 1900                 | 1911                 | 1920                 | 1930                 | 1940                 | 1950                 | 1960                 | 1970                 | 1981                 | 1991                 | 2001                 | 2011                 | 2021                 |
| Global *             | 13 049               | 14 463               | 15 474               | 15 820               | 15 934               | 15 045               | 14 880               | 16 484               | 16 732               | 14 930               | 11 510               | 10 269               | 8 875                | 8 875                | 7 693                | 6 583                |
| 0–14 Anos **         |                      |                      |                      | 5 584                | 5 749                | 5 407                | 5 262                | 5 438                | 5 521                | 4 742                | 3 185                | 2 383                | 1 695                | 1 195                | 938                  | 619                  |
| 15–24 Anos **        |                      |                      |                      | 2 802                | 2 688                | 2 449                | 2 945                | 2 949                | 2 765                | 2 351                | 1 865                | 1 641                | 1 202                | 1 217                | 729                  | 581                  |
| 25–64 Anos **        |                      |                      |                      | 6 413                | 6 450                | 6 072                | 6 079                | 6 837                | 7 125                | 6 296                | 4 930                | 4 226                | 3 878                | 4 112                | 3 758                | 3 072                |
| = ou > 65 Anos **    |                      |                      |                      | 897                  | 945                  | 991                  | 1 106                | 1 182                | 1 346                | 1 541                | 1 530                | 2 019                | 2 100                | 2 351                | 2 268                | 2 311                |

* População residente; ** População presente (1900–1950) 

## Geografia

### Extensão e demografia

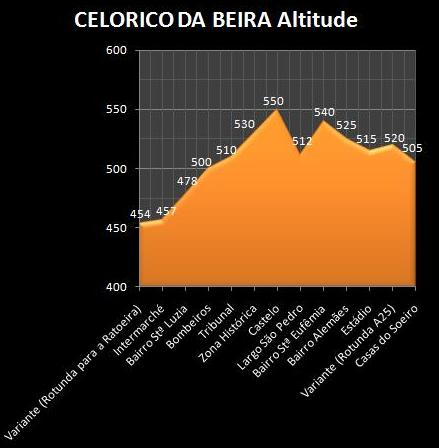
Altitude do Centro de Celorico da Beira — Margem de erro: 2 m

O centro de Celorico da Beira tem uma área de 2,66 km2. A altitude tem uma variação de 439m na parte mais baixa (Variante – Rotunda para Ratoeira–Celorico–Trancoso) na freguesia de Santa Maria, e 551m (no castelo) na fronteira da mesma freguesia com São Pedro. A altitude média da Vila é 513 m. Celorico possui um planalto a 540 m de altitude onde se encontra a Capela de Santa Eufêmia, santa que dá o nome ao bairro envolvente.
A freguesia de Santa Maria é mais acidentada (maior variação de altitude), contrastando com Casas de Soeiro a menos acidentada, mas São Pedro é a que tem altitude média mais elevada. A vila é banhada pelo rio Mondego “a seus pés” que passa a 401 m de altitude. A vila de Celorico da Beira cresceu de Norte para Sul, tendo um comprimento de cerca 4,2 km em linha recta.
O clima de Celorico é influenciado não só pela altitude mas também pela latitude e continentalidade (distancia ao mar). Encontra-se em latitude 40º63’N pelo que se encontra nos climas temperados 40º–45º. Em relação ao mar, está distanciado 111 km em linha recta, à praia de latitude de referência (Barra – Aveiro), pelo que meteorologicamente sofre de continentalidade do grupo 100–300 km de distancia ao mar.

### Clima
O clima de Celorico da Beira é temperado.
A vila tem uma variação de temperatura, em relação a localidades à mesma latitude, e altitude 0, (exemplo: Aveiro) de:
- Em relação à altitude de 550m, seja Verão ou Inverno:
  - -3,3 °C em tempo húmido;
  - -5,5 °C em tempo seco.
- Em relação à continentalidade de 111 km:
  - Inverno
    - -7,5 °C tempo húmido
    - - 15 °C tempo seco

  - Verão
    - + 7,5 °C tempo húmido
    - + 15 °C tempo seco

Exemplificando a diferença entre Aveiro e Celorico da Beira num dia chuvoso de Inverno, Aveiro terá uma temperatura de 15 °C enquanto que Celorico terá (15–3,5 {altitude} -7,5 {continentalidade})=4,5 °C.
Pode-se dizer que Celorico da Beira tem 7 meses de Inverno compreendido entre 1 de Novembro, e 30 de Maio. 1 mês de primavera entre 1 de Junho e 30 de Junho, 3 meses de Verão entre 1 Julho e 30 de Setembro e 1 mês de Outono entre 1 de Outubro e 30 de Outubro.
O longo inverno Celoricense, comporta temperaturas entre -3 °C e 9 °C nos meses mais rigorosos, e 0 °C e 12 °C nos restantes. Temperaturas inferiores a -5 °C não são raras, mas costumam ser associadas a vagas de frio, pelo que não são classificadas no clima normal da vila. Existe uma precipitação de cerca de 800mm a 1100mm, incluindo 50mm de neve e 110mm de neve com chuva (sleet). Pode ocorrer dias de frio seco, onde ocorre frequentemente geada. O Outono e Primavera são estações curtas de passagem do Inverno para o Verão, com temperaturas amenas e precipitação pontual. No Verão existe tempo muito seco (excepto em dias de trovoada, normal em 2–4 dias por Verão), com temperaturas elevadas, de 20 °C a 27 °C durante a noite, e 26 °C a 36 °C durante o dia. Temperaturas em torno dos 40 °C não são raras, mas são normalmente associadas a vagas de calor.
| Tabela climática de Celorico da Beira | Tabela climática de Celorico da Beira | Tabela climática de Celorico da Beira | Tabela climática de Celorico da Beira | Tabela climática de Celorico da Beira | Tabela climática de Celorico da Beira | Tabela climática de Celorico da Beira | Tabela climática de Celorico da Beira | Tabela climática de Celorico da Beira | Tabela climática de Celorico da Beira | Tabela climática de Celorico da Beira | Tabela climática de Celorico da Beira | Tabela climática de Celorico da Beira | Tabela climática de Celorico da Beira | Tabela climática de Celorico da Beira |
| Temperatura                           | Temperatura                           | Temperatura                           | Temperatura                           | Temperatura                           | Temperatura                           | Temperatura                           | Temperatura                           | Temperatura                           | Temperatura                           | Temperatura                           | Temperatura                           | Temperatura                           | Temperatura                           | Temperatura                           |
| Mês                                   | Jan                                   | Fev                                   | Mar                                   | Abr                                   | Mai                                   | Jun                                   | Jul                                   | Ago                                   | Set                                   | Out                                   | Nov                                   | Dez                                   |                                       | Média                                 |
| ------------------------------------- | ------------------------------------- | ------------------------------------- | ------------------------------------- | ------------------------------------- | ------------------------------------- | ------------------------------------- | ------------------------------------- | ------------------------------------- | ------------------------------------- | ------------------------------------- | ------------------------------------- | ------------------------------------- | ------------------------------------- | ------------------------------------- |
| Máxima recorde °C                     | 15,0                                  | 22,4                                  | 25,0                                  | 28,5                                  | 31,2                                  | 36,4                                  | 38,5                                  | 39,2                                  | 35,6                                  | 28,6                                  | 21,2                                  | 17,8                                  |                                       |                                       |
| Média Máxima °C                       | 7,0                                   | 10,1                                  | 12,7                                  | 15,8                                  | 18,5                                  | 23,9                                  | 27,6                                  | 28,1                                  | 23,5                                  | 17,5                                  | 11,9                                  | 8,1                                   |                                       | 17,1                                  |
| Média °C                              | 4,0                                   | 6,6                                   | 8,9                                   | 10,2                                  | 15,8                                  | 17,3                                  | 20,2                                  | 22,3                                  | 19,8                                  | 14,0                                  | 9,6                                   | 5,4                                   |                                       | 11,6                                  |
| Média minima °C                       | -0,4                                  | 0,6                                   | 3,1                                   | 4,6                                   | 7,2                                   | 10,7                                  | 12,7                                  | 12,5                                  | 10,2                                  | 6,5                                   | 3,2                                   | 0,5                                   |                                       | 6,0                                   |
| Mínima recorde °C                     | -12,0                                 | -11,0                                 | -10,2                                 | -5,1                                  | -2,0                                  | 0,6                                   | 3,0                                   | 0,5                                   | -1,0                                  | -4,0                                  | -8,5                                  | -11,0                                 |                                       |                                       |
| Precipitação                          |                                       |                                       |                                       |                                       |                                       |                                       |                                       |                                       |                                       |                                       |                                       |                                       |                                       |                                       |
| Mês                                   | Jan                                   | Fev                                   | Mar                                   | Abr                                   | Mai                                   | Jun                                   | Jul                                   | Ago                                   | Set                                   | Out                                   | Nov                                   | Dez                                   |                                       | Total                                 |
| Total mm                              | 168,8                                 | 114,4                                 | 133,2                                 | 102,9                                 | 78,7                                  | 42,2                                  | 14,8                                  | 15,7                                  | 38,7                                  | 78,6                                  | 120,4                                 | 163,7                                 |                                       | 1072,1                                |
| Dados referentes entre 1942 até 2003. |                                       |                                       |                                       |                                       |                                       |                                       |                                       |                                       |                                       |                                       |                                       |                                       |                                       |                                       |

## Infraestruturas e acessibilidades
O município é servido por uma boa rede viária:
- A25 (autoestrada) — Liga a fronteira Portuguesa (Vilar Formoso/Espanha) a Aveiro;
- A23 (autoestrada) — Liga o interior do país ao sul (Torres Novas) com confluência na A1 (autoestrada);
- IP2 (Itinerário principal) — Liga o nordeste de Portugal pelo interior do país a Bragança;
- EN16 — Conhecida por Estrada Regional, liga Vilar Formoso/Espanha a Aveiro;
- EN17 — Conhecida por Estrada da Beira, liga Coimbra a Celorico da Beira;
- EN102 — «Antigo» eixo de ligação entre as Beiras e Trás-os-Montes, liga Macedo de Cavaleiros a Celorico da Beira, passando pelo centro da vila;

O município é servido ainda por uma linha ferroviária:
- Linha da Beira Alta — Liga a Guarda à Pampilhosa

## Personalidades ilustres
- António Rosa Coutinho (1926-2010), militar
- José Joaquim de Almeida Borges (1910–2006), juiz
- Artur de Sacadura Freire Cabral (1881-1924), aviador
- José Alberto dos Reis (1875-1955), jurista, professor e político
- Miguel da Silveira (1580-1644), poeta criptojudeu
- Rodrigo Mendes da Silva (1606-1670), cronista-mor do rei Filipe III

## Geminações
A vila de Celorico da Beira é geminada com a seguinte cidade:
- Grignols, Gironda, França
- Afula, Israel